# 阿尔巴尼亚地理
阿尔巴尼亚的地理位置位於東南歐的巴爾幹半島西南部一個國家。阿爾巴尼亞西临亚得里亚海，與意大利隔海相望、南临希臘與爱奥尼亚海、東鄰马其顿共和國、北接科索沃及黑山。
地理坐标：
- 41 00 N, 20 00 E

## 面积
面积：
- 共计: 28,748 平方公里
- 水域面积: 1,350 平方公里
- 陆地面积: 27,398 平方公里

陆地边界线：
- 共计: 720 公里
- 交界国家: 希腊282公里、马其顿151公里、蒙特內哥羅173公里、 科索沃114公里

海岸线:
- 362 公里

海事索赔:
- 领海: 12 海里
- 大陆架: 200米深度或开发深度

## 气候
阿爾巴尼亞西部沿海地區属海洋性亚热带地中海气候，東部、北部和中部的內陸地區及山區屬溫帶大陸性氣候及高山氣候。沿海地區冬季凉爽溫和，多云和多雨、內陸地區（特別是山區）寒冷多雪；夏季沿海地區較為乾燥，溫暖和晴朗；内陆地区乾燥非常炎熱，山區則濕潤清涼為主。

### 自然灾害

#### 地震及海嘯
阿爾巴尼亞境內間中有破坏性的地震发生，地震有時會引發西南沿海地區出現輕微海啸。

### 天氣
阿爾巴尼亞主要受到冬季及夏季的暴雨、大雪、乾旱、熱浪、寒潮等不同程度影響。

## 地形
山地、丘陵占总面积的77%，分佈於全阿爾巴尼亞大部分內陸地區，以北部、東北部、東部及東南部為主；西部、西北部及西南部沿海地区多为平原；至於盆地和峽谷多分佈在阿爾巴尼亞中部內陸地區。
海拔极限：
- 最低点：全部沿亚得里亚海岸線地區 0米
- 最高点：科拉比峰(與北馬其頓邊界相連) 2764米

## 自然资源
石油、天然气、煤、铝土矿、铬铁矿、铜、铁矿石、镍、盐、木材、水能
土地利用:
- 耕地: 21.09%
- 长期农作物: 4.42%
- 其他: 74.49% (2001年)

可灌溉土地:
- 3,400 平方公里(1998年)

## 环境问题
冷戰共產時期的阿爾巴尼亞森林砍伐猖狂、土壤侵蚀，来自工业和生活污水的水污染嚴重，首都地拉那市區由二手舊式汽車引起的空氣污染曾為全歐洲所有國家和阿爾巴尼亞所有城市之中最為嚴重的。但隨著民主化後阿爾巴尼亞政府愈來愈重視環保，開始制定新的環保法例及設立多個國家保護公園，規定要淘汰不合歐盟排放標準的汽車、加重對森林破壞/水污染/空氣污染的刑罰，近年阿爾巴尼亞水污染和空氣污染已有不少的改善，部分湖泊和河流的水質更是清澈見底。
参与的国际协议：
- party to: Biodiversity, Climate Change, Desertification, Endangered Species, Hazardous Wastes, Law of the Sea, Ozone Layer Protection, Wetlands

signed, but not ratified: none of the selected agreements